# José de Acosta
Pour les articles homonymes, voir Acosta.
José de Acosta, né vers 1540, mort le 15 février 1600, était un jésuite espagnol du XVIe siècle, missionnaire et naturaliste en Amérique latine.

## Biographie
Né à Medina del Campo en Espagne vers 1540, il y devient novice de la Compagnie de Jésus à l'âge de treize ans. Quatre de ses frères avaient déjà rejoint ce même Ordre religieux avant lui. D'abord professeur de théologie à Ocana, il quitte l'Espagne, en avril 1569, pour être envoyé à Lima, au Pérou, où les Jésuites s'étaient établis l'année précédente. À Lima, Acosta occupe à nouveau la chaire de théologie ; sa réputation d'orateur l'avait précédé. En 1571, il se rend à Cuzco en tant que visiteur du collège des Jésuites qui venait d'y être fondé. Il retourne à Lima, trois ans plus tard, pour occuper de nouveau la chaire de théologie. 
Comme supérieur provincial des Jésuites - il est nommé en 1576 - Acosta fonde un certain nombre de collèges, dont ceux d'Arequipa, de Potosí, de Chuquisaca, de Panama et de La Paz, malgré la forte opposition du vice-roi, Francisco de Toledo, comte d'Oropesa. Sa charge l'obligeant à sillonner en personne une grande étendue de territoire, il acquiert une connaissance pratique de cette vaste province et de sa population indigène. Il joua un rôle très important au conseil de province de 1582 à Lima. 
Appelé en Espagne par le Roi en 1585, il est, à son retour, retenu au Mexique (Nouvelle-Espagne), où il se consacre à rassembler des observations sur ce pays et le peuple des Aztèques. À son retour en Espagne en 1588, il gagna les bonnes grâces de Philippe II en l'entretenant de ce qui concernait le 'Nouveau Monde'. Puis, pour rendre compte de ses travaux dans cette région, il se rend à Rome auprès de son Supérieur Général Claudio Acquaviva, qui l'envoya en Espagne en 1589 avec la charge de visiteur des provinces d'Aragon et d'Andalousie. 
En 1594, il est de nouveau à Rome où il occupe la chaire de théologie à l'Université pontificale grégorienne à Rome, puis fut supérieur à Valladolid. Au moment de sa mort, le 15 février 1600, il était recteur du collège de Salamanque.

## Œuvres

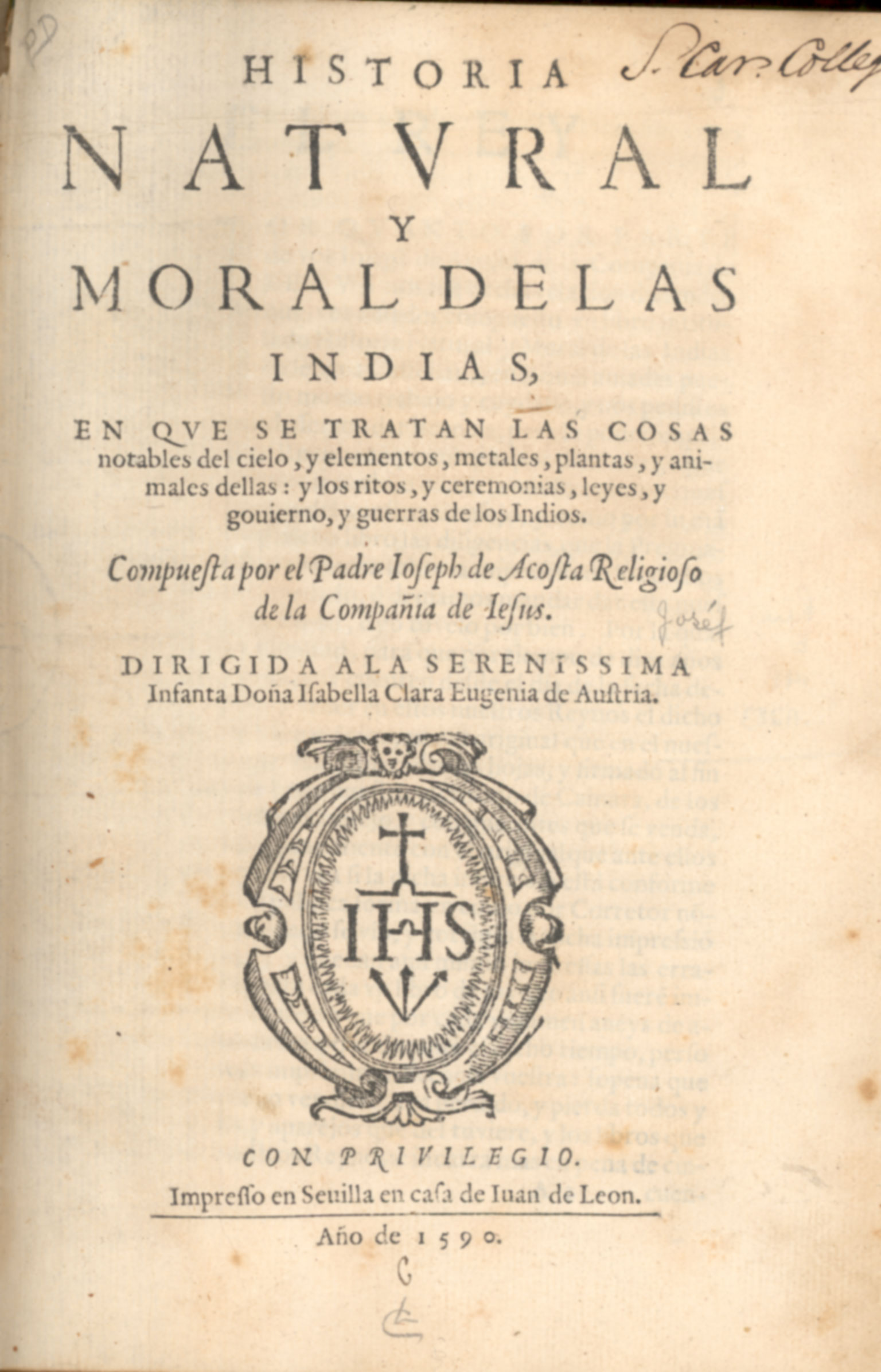
Historia natural y moral

Outre sa publication des procès-verbaux des conseils de province de 1567 et 1583 et de plusieurs travaux d'importance exclusivement théologique, Acosta est surtout connu comme l'auteur de De Natura Novi Orbis, De promulgatione Evangelii apud Barbaros, sive De Procuranda Indorum salute et avant tout, de l'Historia natural y moral de las Indias. Les deux premiers ont paru à Salamanque en 1588, le dernier à Séville en 1590, et ils furent peu après leur publication traduits dans différentes langues. C'est principalement la Historia natural y moral qui établit sa réputation de bon connaisseur anthropologique des peuples d'Amérique du Sud (Incas et Aztèques).
Deux œuvres de José Acosta, De procuranda Indorum salute et la Historia natural y moral de las Indias eurent une influence majeure sur Alonso de Sandoval quand il écrivit, vers 1623, son De instauranda aethiopum salute.
- La pérégrination de Bartolomé Lorenzo (Peregrinación del hermano Bartolomé Lorenzo). Il s'agit d'un texte relativement peu connu du père José de Acosta. Le texte d’une trentaine de feuillets (environ 65 000 caractères) fait le récit du périple d’un personnage historique mineur, Bartolomé Lorenzo, depuis le Portugal jusqu’à Lima, dans une odyssée qui passe par le Cap Vert, les îles de la Caraïbe hispanique, le Panama, la côte ouest du Nicaragua et le nord-ouest de l’hémisphère sud-américain. À travers le récit, le protagoniste éponyme traverse une série d’obstacles à travers lesquels s’affirme sa vocation religieuse. Le texte original en langue espagnole a été adressé par correspondance au Préposé général de la Compagnie de Jésus en 1586. À la fin du XVIe siècle et au début du XVIIe siècle, il a été reproduit par des transcriptions manuscrites, comme en témoignent les diverses versions existantes. Une version du texte a été imprimée une première fois au XVIIe siècle dans l’apologétique jésuite de Alonso de Andrade, Varones ilustres de la Compañía de Jesús (1666). Une version différente du texte a été éditée au XIXe siècle dans le Bulletin de l’Académie Royale d’histoire (1899) par Cesáreo Fernández Duro. Le texte a été réédité au XXe siècle, d’abord par Francisco Mateos, dans l’édition des œuvres complètes d’Acosta (1954), puis par Juan José Arrom (1982).
- Histoire naturelle et morale des Indes (Historia natural y moral de las Indias), Séville, 1590, œuvre traduite en français par le père minime Robert Regnault en 1598[2], en anglais en 1604, en flamand par Jan Huygen van Linschoten et en allemand par Gobertus. Dans ce traité de missiologie il observe les coutumes, rites, croyances des indiens du Mexique et du Pérou, avec une prose de grande valeur littéraire. Il analyse les difficultés de l'évangélisation, propose des solutions. Le traité est célèbre pour y voir figurer une hiérarchie des civilisations qui stipule que selon la place dans la hiérarchie les méthodes d'évangélisation devront être différentes. Chinois et Japonais sont situés en haut de la liste, Indiens du Mexique et Pérou en seconde catégorie, Indiens du Brésil, de Floride et anthropophages des Caraïbes en dernière position[1].
- De la nature du Nouveau-Monde (1589).

Et divers ouvrages théologiques.